# Cyanidin-3-O-galactosid
Cyanidin-3-O-galactosid oder Idaein ist ein Anthocyan aus Galactose und dem Aglycon Cyanidin. Die Grundstruktur ist das Flavylium-Kation. Es ist ein weit verbreiteter Pflanzenfarbstoff, der unter anderem in vielen Arten von Beeren vorkommt.
Es ist nicht genau bekannt, welche die Gegenionen kationischer Anthocyanine in Pflanzen sind (vermutlich handelt es sich um organische Anionen), isoliert werden sie aber meist als Chloride. Daher sind in der nebenstehenden Infobox Daten zu Cyanidin-3-O-galactosidchlorid angegeben.

## Vorkommen
Cyanidin-3-O-galactosid kommt in verschiedenen Früchten vor, beispielsweise Äpfel (Kultur-Apfel und Tee-Apfel). Es ist ein Farbstoff in den Schalen roter Äpfel. Weiterhin kommt es in diversen Beeren vor, darunter Blaubeeren, Aronia, Cranberry, einige Weißdorn-Arten und Preiselbeeren, sowie Kornelkirsche und Schwedischer Hartriegel. Es kommt in Pistazienschalen, im Erdbeerbaum, der Japanischen Kamelie und der Erlenblättrigen Felsenbirne vor. Es wurde außerdem in Galläpfeln auf der Kerb-Buche nachgewiesen.

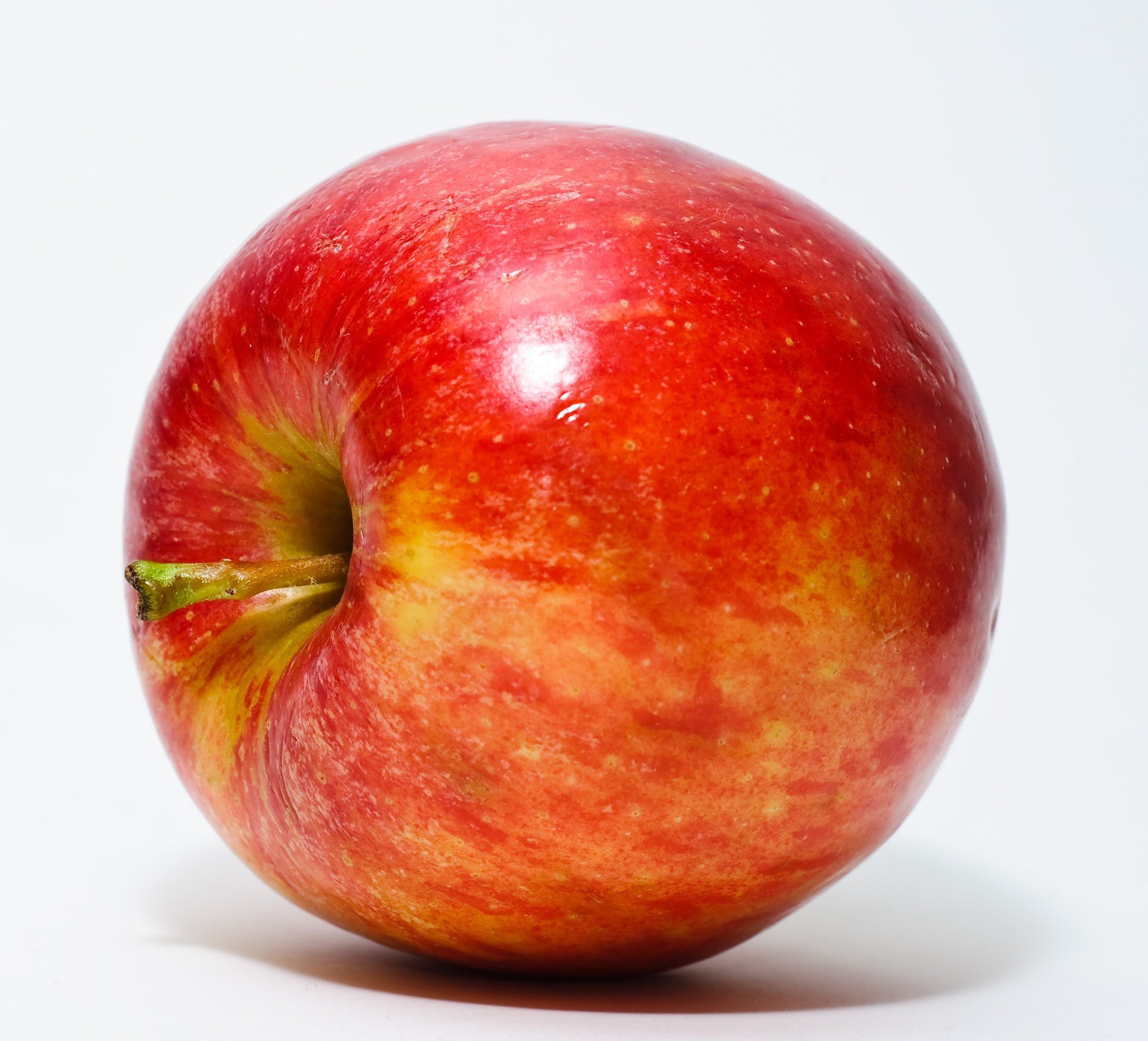
Roter Apfel
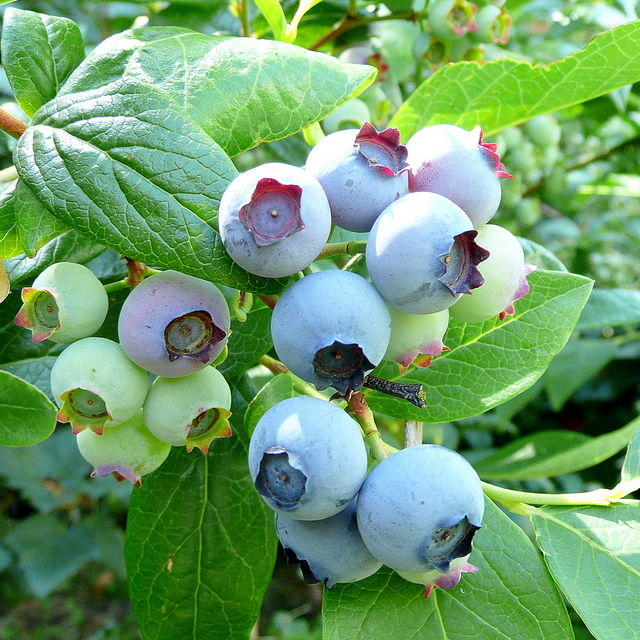
Blaubeeren
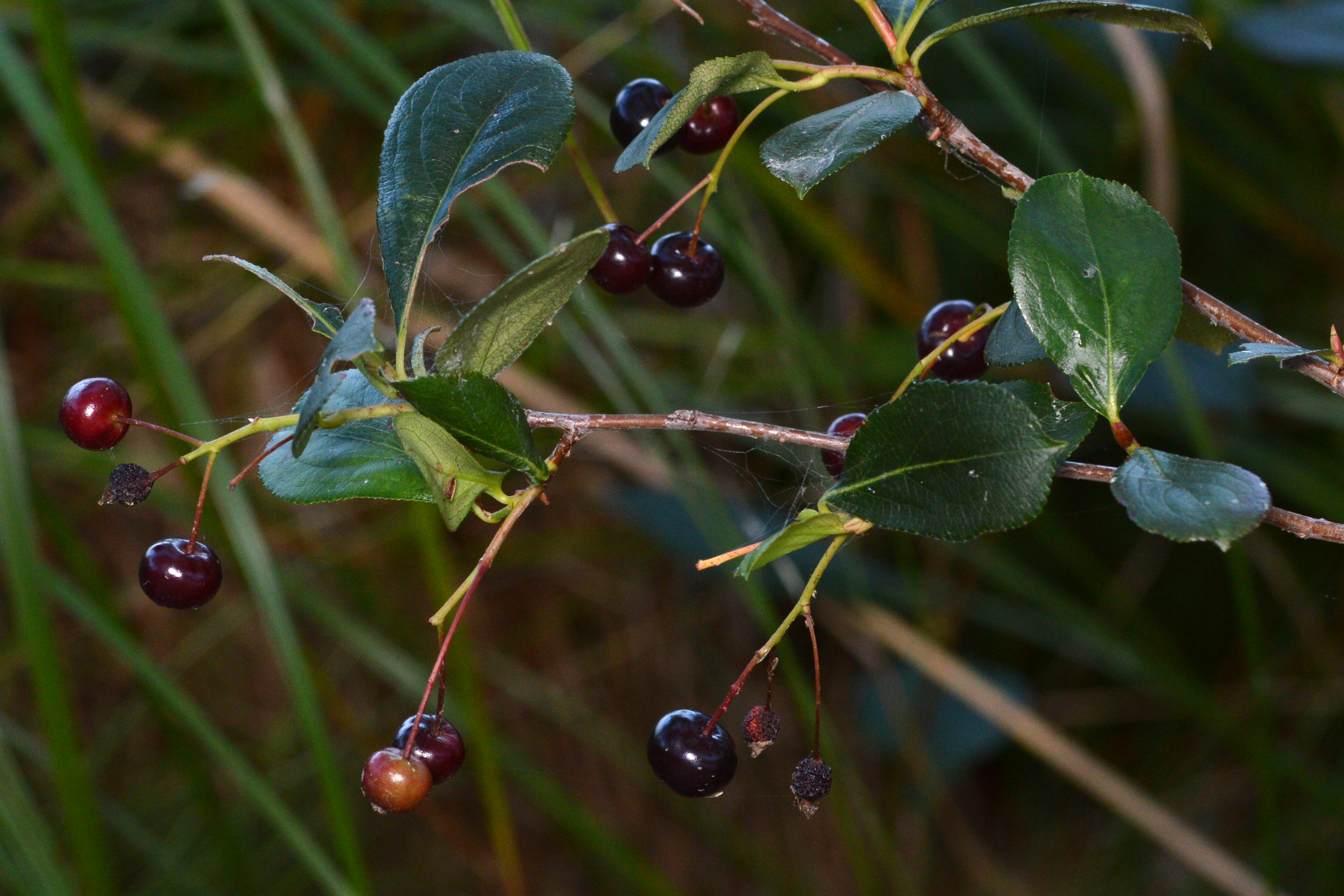
Aronia-Beeren
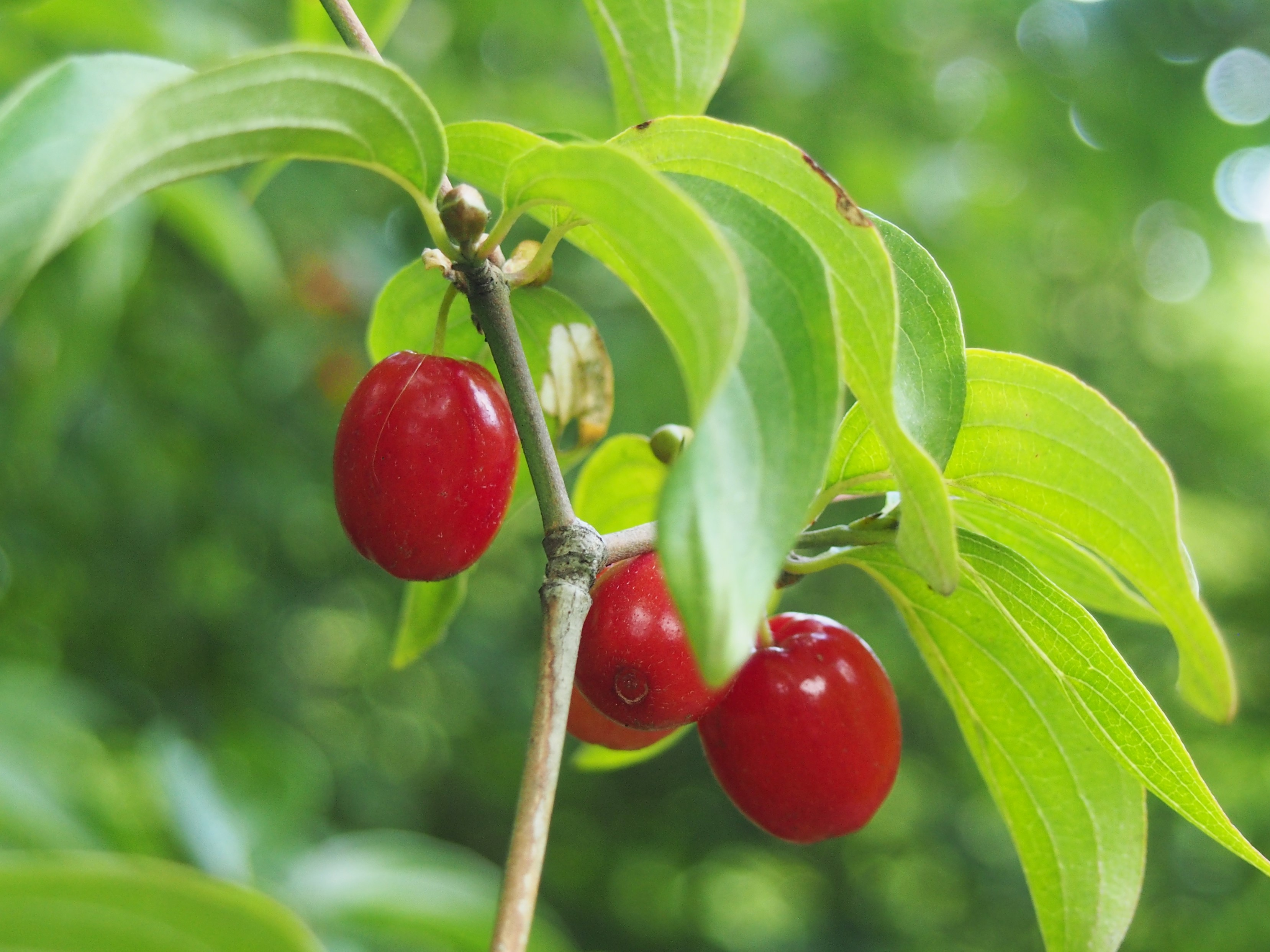
Kornelkirsche
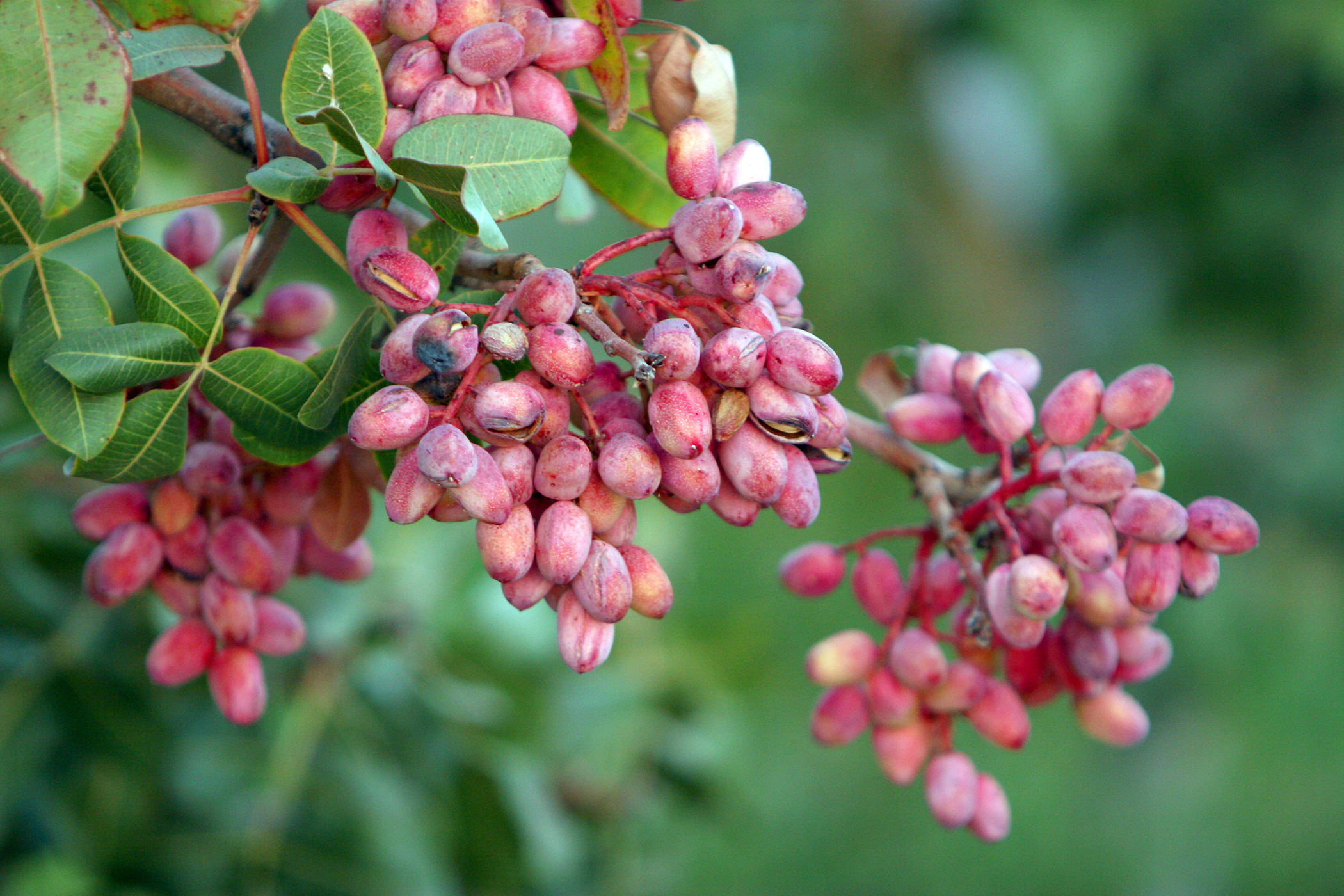
Pistazien
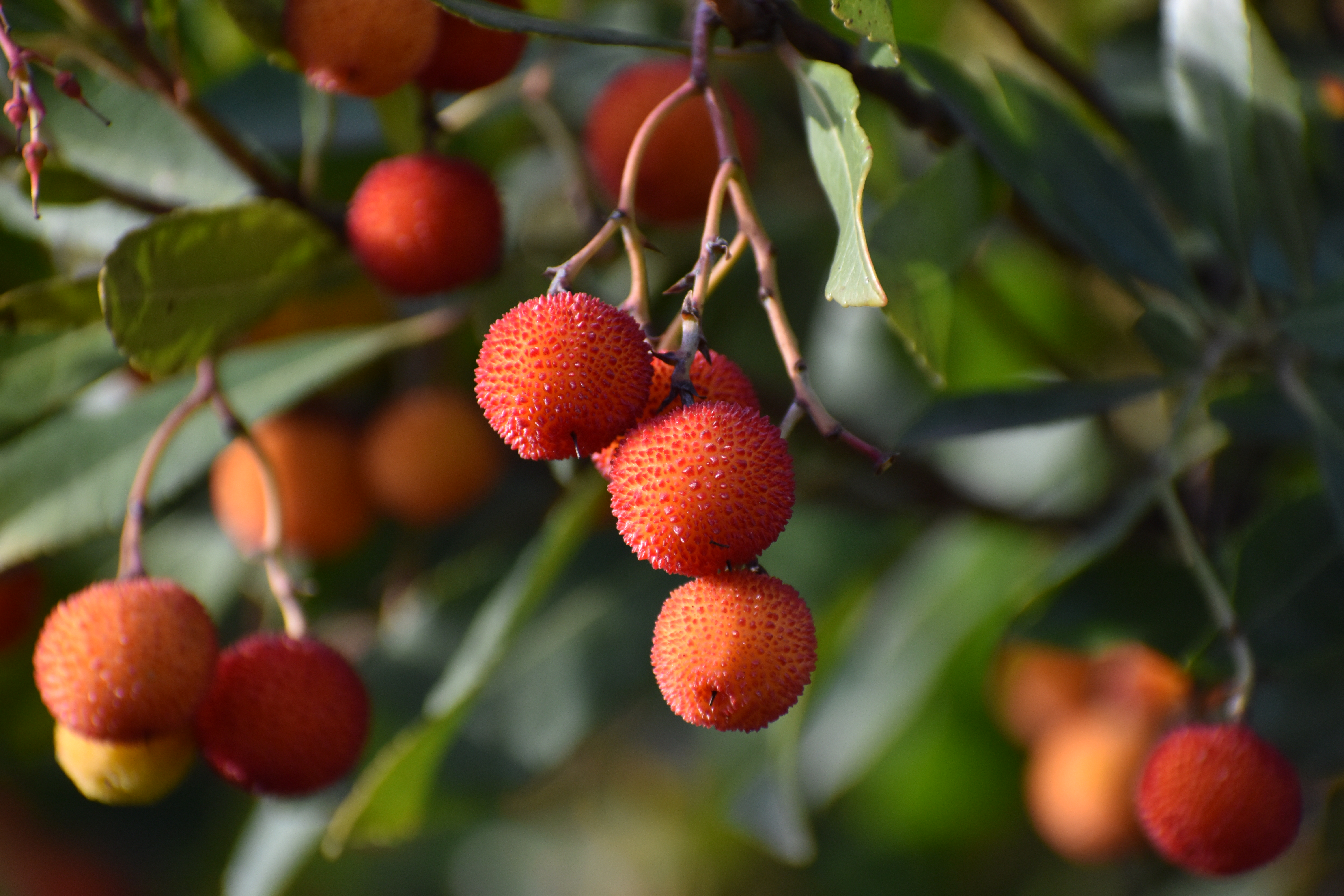
Erdbeerbaum

## Biosynthese
Die Biosynthese der Verbindung wurde unter anderem in Apfelschale untersucht. Dabei wird Cyanidin durch eine Galactosyltransferase mit UDP-Galactose glycosyliert.

## Eigenschaften
Cyanidin-3-O-galactosid ist starkes Antioxidans, wobei sich die Wirkung gegen verschiedene reaktive Sauerstoffspezies stark unterscheidet. Gegen Diphenylpikrylhydrazyl, ABTS-Radikale und Superoxid-Ionen zeigt es eine starke Wirkung, nicht jedoch gegen Wasserstoffperoxid. Verschiedene Studien deuteten außerdem auf eine Reihe möglicher pharmakologischer Wirkungen hin, darunter Entzündungshemmung und Wirkung gegen Krebszellen (Magen- und Darmkrebs), sowie Wirkung gegen neurodegenerative Erkrankungen. Die Verbindung ist ein Inhibitor der Sucrase und Maltase.